# José Antonio Aguirre
José Antonio Aguirre y Lecube (baskisk: Jose Antonio Agirre Lekube, 6. marts 1904 i Bilbao – 22. marts 1960 i Paris) var en baskisk politiker. Han blev i 1936 den første præsident i det selvstyrede Baskerland, men måtte i 1937 gå i eksil som følge af den spanske borgerkrig. Han ledede til sin død i 1960 den baskiske eksilregering.

## Tidlige år
Aguirre var søn af en chokoladefabrikant. I 1920 begyndte han jurastudier ved Universidad de Deusto. I studietiden spillede han fodbold for Athletic Bilbao. Han fuldførte studierne i en alder af 21 år i 1925 og begyndte derefter at arbejde på et advokatkontor. I 1929 etablerede han sammen med en kollega egen advokatforretning.

## Ordfører og parlamentsmedlem
Aguirre var politisk aktiv og baskisk nationalist. Han tilhørte Det baskiske nationalistparti (Euzko Alderdi Jeltzalea, EAJ/Partido Nacionalista Vasco, PNV).
I 1931 stillede han til valg i Getxo og blev ordfører. Samme år samlede han nationalistiske ordførere i Gernika hvor forsamlingen under Gernikatræet erklærede Baskerlandets ret til selvstyre indenfor et føderalt organiseret Spanien. Aguirre så det sådan at Baskerlandets udsigter var bedst i en spansk forbundsrepublik. 
I 1931 blev Aguirre også indvalgt i det spanske parlament for Bizkaia og Navarra. Han vandt genvalg i 1932 og 1936. I nationalforsamlingen blev Aguirre vicesekretær i komitéen som forberedte selvstyreordninger for regionerne. Året efter blev han arresteret som led i centralregeringens tiltag efter en generalstrejke.

## Lehendakari: Baskisk regeringschef
Baskerlandets autonomiordning blev vedtaget af Spaniens nationalforsamling 1. oktober 1936 og Aguirre blev den første lehendakari eller regeringschef i det selvstyrede Baskerland. Perioden som regeringschef blev imidlertid kort: ni måneder.
Den spanske borgerkrig var ved indføringen af selvstyre allerede i gang og den baskiske regering støttede den republikanske side. Efter at nationalistiske styrker tog kontrol over det meste af Baskerlandet flygtede Aguirre i juni 1937. Den baskiske regering etablerede sig i august 1937 i Barcelona. Francos sejr medførte at Aguirre i februar 1939 blev tvunget i eksil.

## Eksil
Aguirre søgte over grænsen til Frankrig og rejste videre til Belgien, hvor han befandt sig da Tyskland invaderede landet i 1940. Han mistede da kontakten med den baskiske eksilregering. Ved hjælp af Panamas konsul i Antwerpen sikrede han sig panamansk pas i falsk navn. Han rejste med dette i januar 1941 til Berlin, hvor han i april fik nyheden om at Det baskiske nationalråd var etableret i London. Aguirre og familien tog i slutningen af maj til Göteborg, hvor de fik skibslejlighed med MS "Vasaholm" til Brasilien. Efter et kort ophold i Argentina, rejste Aguirre videre til New York i USA, hvor han ankom i november 1941. I februar 1942 blev han engageret som forelæser ved Columbia University og i august 1942 indledte han en forelæsningsturné til Latinamerika, hvor han talte Baskerlandets sag. 
I 1945 etablerede Aguirre sig i Frankrig. Baskiske partier og organisationer underskrev Bayonnepagten og blev enige om at føre en samlet kamp mod Franco-styret under den baskiske regering, som nu havde hovedkvarter i Paris. Aguirre mødte republikanske politikere i Mexico for at forhandle om oprettelsen af en spansk eksilregering og gjorde fremstød overfor FN's generalsekretær Trygve Lie angående undertrykkelsen af baskerne. I 1948 deltog han i Europabevægelsens første kongres i Haag. Han fortsatte sit internationale virke for Baskerlandet ved besøg i Italien, Chile, Argentina, Uruguay, Venezuela og USA. 
Da han døde i Paris, blev Jesús María de Leizaola indsatt som lehendakari ved hans båre. Han blev begravet i Lapurdi (fransk: Labourd) i den franske del af Baskerlandet.

## Familie
I 1933 giftede Aguirre sig med Mari Zabala Aketxe. Bryllupsrejsen gik nordover til Skandinavien. Parret havde to børn.

## Eftermæle
En række gader og pladser i Baskerlandet er opkaldt efter Aguirre.
I 2010 blev Aguirre posthumt tildelt udmærkelsen Gernikatræets kors af Baskerlandets regering.